# Fanské hory
Fanské hory (tádžicky Кӯҳҳои Фон) je pohoří v severozápadním Tádžikistánu (Sogdijský vilájet). Tento řetěz hor propojuje Zeravšanský hřbet na severu a Hissarský hřbet na jihu. Nejvyššími vrcholy jsou Čimtarga (5487 m n. m.), Bodchona (5138 m n. m.) a Mirali (5120 m n. m.), pohořím protékají řeky Jagnob a Fandarja, centrem oblasti je město Pendžikent. Hory byly vyvrásněny v období paleozoika.
Pohoří je oblíbeným cílem turistů pro poměrně snadnou dostupnost, mírné počasí a množství atraktivních vyhlídek na příkré štíty a ledovce. Nachází se v něm množství vysokohorských jezer s průzračnou vodou, jako Iskanderkul, Kulikalonská jezera nebo Marguzorská jezera. Roste zde topol, jalovec, rakytník a množství léčivých bylin, faunu tvoří medvěd hnědý, irbis nebo argali.
V horách se nacházejí ložiska černého uhlí, které způsobuje podzemní požáry: už Plinius starší se zmiňuje o „planoucích vrcholcích baktrijských hor“.